# Cheirora interstitialis
Cheirora interstitialis är en skalbaggsart som beskrevs av Blackburn 1898. Cheirora interstitialis ingår i släktet Cheirora och familjen Melolonthidae. Inga underarter finns listade i Catalogue of Life.